# Jean Hutin
Pour les articles homonymes, voir Hutin.
Jean ou Jehan Hutin Le Baveux, confident de Charles V, lieutenant et chambellan du duc de Bourgogne en 1369.
Il était seigneur de Fresnes et Gaillicourt, seigneur de Baillet et Franconville en 1377,.
Il épouse en 1382 Jacqueline de Vieuxpont, fille de Jean II de Vieuxpont et de Jeanne de Vendôme.

Il épouse ensuite Mathilde de Poissy.

## Sources
- Mémoires de la Société historique et archéologique de Pontoise, du Val-d'Oise et du Vexin: Le marquisat de Franconville, p. 80, éd. Société historique et archéologique de Pontoise, du Val-d'Oise et du Vexin, 1967
- Jean du Fresne, Nicolas Nupied, Journal des principales audiences du Parlement, vol. 5, éd. François Le Breton, 1707

- François-Alexandre Aubert de La Chesnaye Des Bois, Duchesne, Dictionnaire Généalogique, Héraldique, Chronologique Et Historique: Contenant L'origine & l'état actuel des premieres Maisons de France, des Maisons souveraines & principales de l'Europe,vol. 6, p.36, Éd.Duchese, 1761